# B68 Toftir
B68 Toftir, vollständiger Name Tofta Ítróttarfelag B68, kurz B68, ist ein färöischer Fußballclub mit Sitz in Toftir auf der Insel Eysturoy.

## Geschichte
Der Verein wurde im Jahre 1962 inoffiziell gegründet, sein offizielles Gründungsdatum ist jedoch der 21. Dezember 1968. Nach dem Aufstieg in die höchste färöische Spielklasse, der 1. Deild 1981, konnte der Fußballclub 1984, 1985 und 1992 die färöische Fußballmeisterschaft, genannt føroyameistaraheiti, erringen. Zudem stand B68 1995 im Pokalfinale, unterlag dort jedoch HB Tórshavn mit 1:3. Ende 2004 stieg der Verein als Tabellenletzter in die 2. Deild ab. Nach dem sofortigen Wiederaufstieg erfolgte im Jahr 2006 als Vorletzter der erneute Abstieg. B68 konnte jedoch wiederum den Titel in der zweiten Liga erringen und spielte somit seit 2008 in der Betrideildin. 2012 folgte jedoch der erneute Abstieg. Nach einem ersten Platz in der zweiten Liga und dem letzten Platz in der ersten Liga gelang 2015 der direkte Wiederaufstieg. Nachdem kein einziger Sieg gelang spielt B68 seit 2017 wieder zweitklassig. Dort war die Mannschaft in der ersten Saison zwar die zweitbeste A-Mannschaft, der vierte Platz berechtigte jedoch nicht zum Aufstieg, hierfür hätte mindestens der dritte Platz belegt werden müssen. Das gleiche Szenario ereignete sich ein Jahr später. Nachdem das Auswärtsspiel gegen Víkingur Gøta II am letzten Spieltag nach 13 Minuten beim Stand von 0:0 abgebrochen werden musste und die beiden direkten Konkurrenten auf den Plätzen zwei und drei, NSÍ Runavík II sowie KÍ Klaksvík II, ihre Spiele jeweils verloren, hätte aufgrund der schlechteren Tordifferenz ein einfacher Sieg genügt, um an beiden Mannschaften vorbeizuziehen. Bei der Wiederansetzung des Spiels einen Tag später blieb es jedoch beim 0:0, so dass alle drei Mannschaften punktgleich waren.
Die Heimspiele werden im 5000 Zuschauer fassenden Stadion Svangaskarð (Naturrasen) oder auf dem Sportplatz Svangaskarð (Kunstrasen) vor maximal 2000 Zuschauern ausgetragen.
Im internationalen Fußball war der Verein mehrmals aktiv, schied jedoch stets in der ersten Runde des jeweiligen Wettbewerbs aus. Im UEFA Intertoto Cup konnte er am 23. Juni 2001 mit einem 0:0-Unentschieden gegen den belgischen Verein SC Lokeren einen Achtungserfolg erzielen.

## Trainer
Folgende Trainer waren seit 1978 für den Verein aktiv:
- Baldvin Baldvinsson (1978–1979)
- Bent Løfquist (1980–1981)
- Sólbjørn Mortensen (1981–1982)
- Valter Jensen (1983)
- John Kramer (1984–1986)
- Svend Aage Strandholm (1987)
- John Kramer (1988–1989)
- Kenneth Rosén (1990)
- Finnur Helmsdal (1990)
- Jan Kaczynski (1991)
- Jógvan Norðbúð (1992–1993)
- Petur Mohr (1994–1995)
- Christian Tranbjerg (1996)
- Jógvan Martin Olsen (1996)
- Mihajlo Djuran (1997)
- Petur Simonsen (1998)
- Bjørn Krog (1999)
- Jóannes Jakobsen (2000–2001)
- Frank Skytte (2002)
- Ingolf Petersen (2002)
- Petur Mohr (2003–2004)
- Trygvi Mortensen (2004)
- Julian Johnsson (2005)
- Jóannes Jakobsen (2006)
- Julian Johnsson (2006)
- Bill Mc. Leod Jacobsen (2006–2011)
- Pauli Poulsen (2012)
- Bill Mc. Leod Jacobsen (2012)
- Øssur Hansen (2013)
- Jógvan Martin Olsen (2014)
- Súni Fríði Barbá (2015)
- Páll Guðlaugsson (2016)
- Oddur Olsen (2016)
- Eliesar Olsen (2016)
- Súni Olsen (2017)
- Bill Mc. Leod Jacobsen (2018)
- Svenn Olsen (2019)
- Øssur Hansen (2019–2022)
- André Olsen (2022)
- Jákup á Borg (2022–)

## Bekannte Spieler

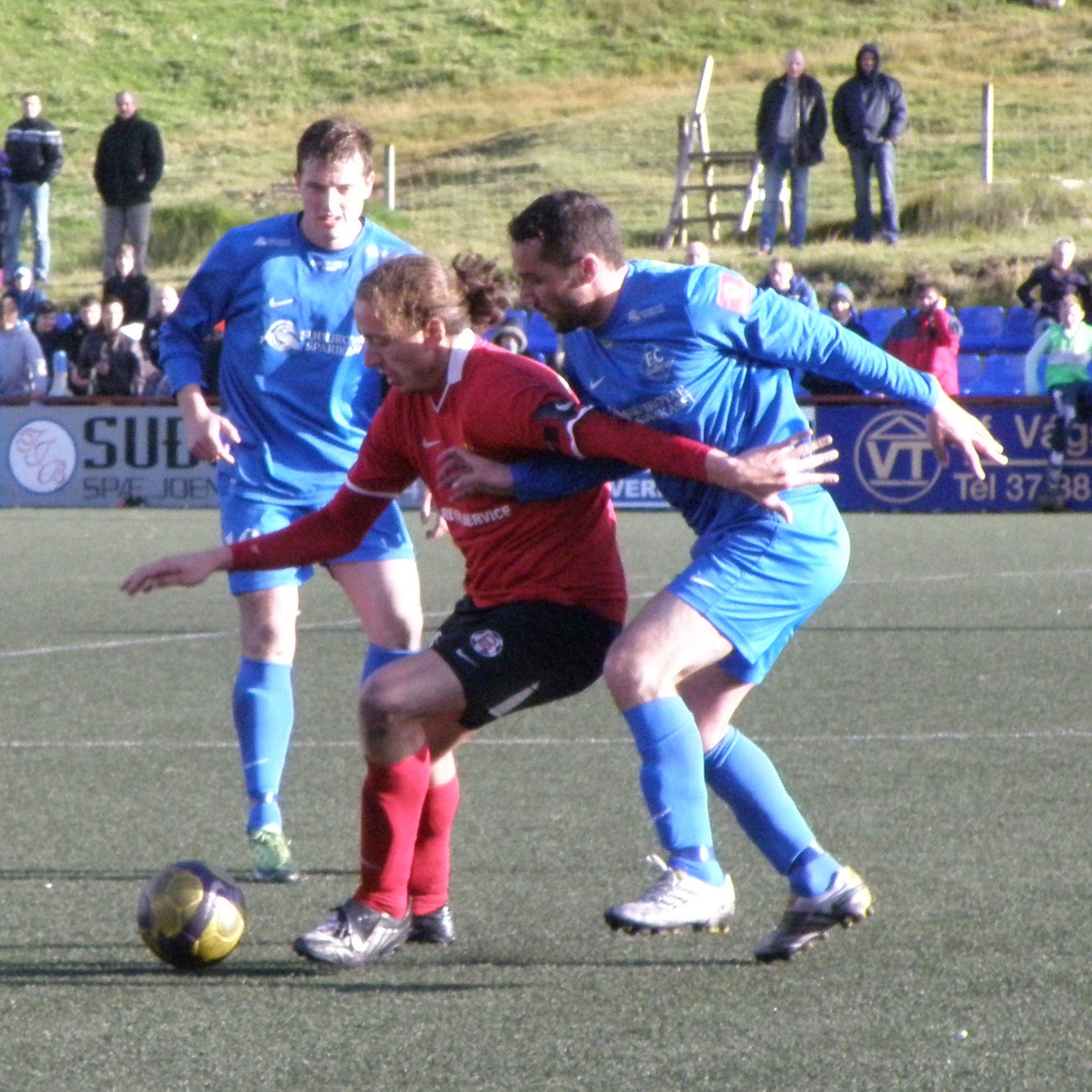
B68 Toftir (rot) im Spiel gegen FC Suðuroy (blau) 2010.

Aufgelistet sind alle Spieler, die mindestens zehn Spiele für die Nationalmannschaft absolviert haben.
- Fróði Benjaminsen (1994–2003)
- Jan Dam (2000–2001)
- Jóan Símun Edmundsson (2008–2009)
- Hans Fróði Hansen (1996, 2001–2003)
- Øssur Hansen (1987–1998, 2000–2016)
- Christian Høgni Jacobsen (2012)
- Jóannes Jakobsen (2000–2001)
- Julian Johnsson (2005–2006)
- Pól Jóhannus Justinussen (2008–2010)
- Abraham Løkin (1992–1993, 1995–1997)
- Kurt Mørkøre (1995)
- Jann Ingi Petersen (2000–2003, 2005–2008, 2011–2012, 2014–2022)
- John Petersen (1993, 2005)
- Mikkjal Thomassen (2004)

Rekordspieler der ersten Liga ist Øssur Hansen mit 312 Spielen. Súni Fríði Barbá erzielte mit 94 die meisten Tore in der Betrideildin (Stand: Ende 2023).

## Erfolge

### Titel
- 3× Färöischer Meister: 1984, 1985, 1992
- 2× Pokalfinalist: 1995, 2023

### Ligarekorde
- Höchster Heimsieg: 6:0 gegen SÍ Sumba (2. August 1998)
- Höchste Heimniederlage: 0:7 gegen GÍ Gøta (6. August 1994)
- Höchster Auswärtssieg: 6:0 gegen LÍF Leirvík (13. August 1988)
- Höchste Auswärtsniederlage: 0:8 gegen KÍ Klaksvík (16. Mai 2021)
- Torreichstes Spiel: B68 Toftir gegen GÍ Gøta 3:7 (30. September 2000), EB/Streymur gegen B68 Toftir 8:2 (3. Juli 2006)
- Ewige Tabelle: 6. Platz

## Europapokalbilanz
| Saison  | Wettbewerb            | Runde                  | Gegner           | Gesamt | Hin     | Rück    |
| ------- | --------------------- | ---------------------- | ---------------- | ------ | ------- | ------- |
| 1993/94 | UEFA Champions League | Vorrunde               | Croatia Zagreb   | 00:11  | 0:5 (H) | 0:6 (A) |
| 1995    | UEFA Intertoto Cup    | Gruppenphase           | LASK Linz        | 0:4    | 0:4 (H) |         |
| 1995    | UEFA Intertoto Cup    | Gruppenphase           | Apollon Limassol | 1:4    | 1:4 (A) |         |
| 1995    | UEFA Intertoto Cup    | Gruppenphase           | Werder Bremen    | 0:2    | 0:2 (H) |         |
| 1995    | UEFA Intertoto Cup    | Gruppenphase           | Djurgårdens IF   | 1:5    | 1:5 (A) |         |
| 2001    | UEFA Intertoto Cup    | 1. Runde               | SC Lokeren       | 2:4    | 2:4 (H) | 0:0 (A) |
| 2002    | UEFA Intertoto Cup    | 1. Runde               | FC St. Gallen    | 01:11  | 1:5 (A) | 0:6 (H) |
| 2004/05 | UEFA-Pokal            | 1. Qualifikationsrunde | FK Ventspils     | 00:11  | 0:3 (H) | 0:8 (A) |

Legende: (H) – Heimspiel, (A) – Auswärtsspiel, (N) – neutraler Platz, (a) – Auswärtstorregel, (i. E.) – im Elfmeterschießen, (n. V.) – nach Verlängerung
| Wettbewerb            | Sp. | G | U | V  | T+ | T– |
| --------------------- | --- | - | - | -- | -- | -- |
| UEFA Champions League | 2   | 0 | 0 | 2  | 0  | 11 |
| UEFA-Pokal            | 2   | 0 | 0 | 2  | 0  | 11 |
| Intertoto Cup         | 8   | 0 | 1 | 7  | 5  | 30 |
| Total                 | 12  | 0 | 1 | 11 | 5  | 52 |

Rekordtorschütze im Europapokal ist Súni Fríði Barbá mit zwei Treffern.

## Frauenfußball
Das Frauenteam von B68 spielte bisher vier Mal in der Betrideildin. Die erste Saison in der höchsten Spielklasse wurde 1997 auf dem vorletzten Platz beendet. Nachdem das Relegationshinspiel gegen NSÍ Runavík mit 4:2 gewonnen wurde, kam es im Rückspiel zu einer 0:3-Niederlage, was den Abstieg bedeutete. Erst 2001 kehrte B68 in die erste Liga zurück und bildete 2004 mit GÍ Gøta als GÍ Gøta/B68 Toftir eine Spielgemeinschaft, die nach der Saison wieder aufgelöst wurde. Ab 2008 trat der Verein mit NSÍ Runavík in einer Spielgemeinschaft als B68 Toftir/NSÍ Runavík an und schaffte in der ersten Saison als Drittplatzierter den Aufstieg in die erste Liga. Nach der Saison 2015 wurde der Zusammenschluss erneut aufgelöst, ab dem darauffolgenden Jahr trat B68 in der ersten Liga an. 2019 erfolgte die Fusion mit ÍF/Víkingur zu ÍF/Víkingur/B68.

### Bekannte Spielerinnen
Aufgelistet sind alle Spielerinnen, die mindestens zehn Spiele für die Nationalmannschaft absolviert haben.
- Rósa Eið (2011)

### Ligarekorde
- Beste Ligaplatzierung: 2. Platz (2003)
- Höchster Heimsieg: 9:0 gegen SÍ Sumba (25. Mai 2003), 9:0 gegen AB Argir (15. Juni 2003)
- Höchste Heimniederlage: 0:8 gegen EB/Streymur/Skála (16. Mai 2016), 0:8 gegen KÍ Klaksvík (12. Juni 2016), 1:9 gegen KÍ Klaksvík (28. März 2016)
- Höchster Auswärtssieg: 7:0 gegen EB/Streymur (21. Mai 2003)
- Höchste Auswärtsniederlage: 0:14 gegen KÍ Klaksvík (25. Mai 2016)
- Torreichstes Spiel: KÍ Klaksvík gegen B68 Toftir 14:0 (25. Mai 2016)
- Ewige Tabelle: 14. Platz

Rekordspielerin der ersten Liga ist Birita Nielsen mit 60 Spielen. Maibritt Olsen erzielte mit 28 die meisten Tore in der Betrideildin.